# Imihubel
Imihubel är en kulle i Schweiz.   Den ligger i distriktet Bern-Mittelland och kantonen Bern, i den centrala delen av landet, 10 km söder om huvudstaden Bern. Toppen på Imihubel är 966 meter över havet, eller 30 meter över den omgivande terrängen. Bredden vid basen är 0,83 km.
Terrängen runt Imihubel är huvudsakligen lite kuperad. Runt Imihubel är det ganska tätbefolkat, med 67 invånare per kvadratkilometer.. Närmaste större samhälle är Bern, 10,5 km norr om Imihubel. 
Omgivningarna runt Imihubel är en mosaik av jordbruksmark och naturlig växtlighet.